# 東方寺

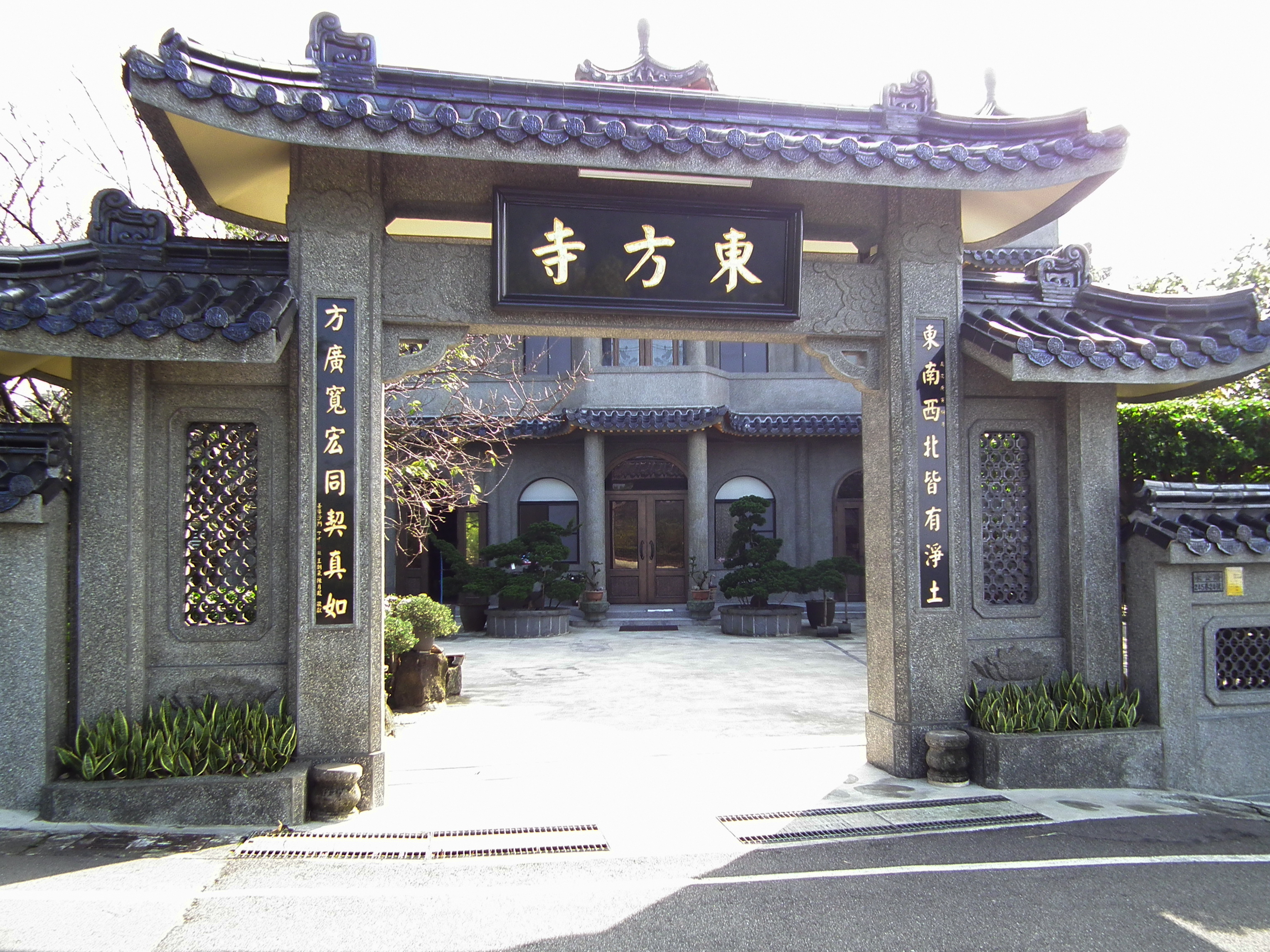

東方寺位於台灣台北市永公路，為主祀釋迦牟尼之佛教廟宇。該建物興建於1972年，今為位於台北士林區之仿古廟宇建築。另外，該廟宇的組織型態為管理人制，祭典日期則是每年農曆之四月初八。